# 藤代真一
藤代 真一（ふじしろ しんいち、1973年7月5日 - ）は、日本の実業家。株式会社シンクロ・フード創業者・代表取締役社長。

## 人物・来歴
横浜市中区で青果卸売会社を営む家に生まれる。高校時代はサッカーに打ち込み横浜F・マリノスユースに所属。早野宏史の指導を受けた。
1997年東京理科大学理工学部工業化学科卒業。1999年東京工業大学大学院総合理工学研究科物質科学創造専攻修士課程修了。市村國宏研究室で高分子合成を研究した。
起業のため経営を勉強しようと考え、同年アンダーセンコンサルティング（現アクセンチュア）入社。2003年同僚や従弟と呑川脇のアパートにシンクロ・フードを設立。
空き店舗物件を探すサービスの提供から始め、14期連続での増収増益を達成し、2016年には東京証券取引所マザーズへ上場。 2016年度蔵前ベンチャー賞受賞。2017年東京証券取引所市場第一部へ上場。